# Fuchsschwanz (Säge)

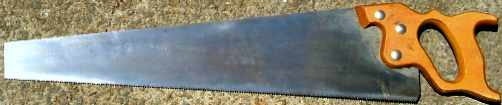
Fuchsschwanz

Der Fuchsschwanz ist eine Handsäge, die ihre Steifigkeit durch eine entsprechende Blattdicke und -breite erhält. Er besitzt keinen verdickten Rücken wie etwa die Feinsäge.
Gebräuchliche Längen sind von 400 mm bis 600 mm. Der Fuchsschwanz sägt je nach Blatt entweder nur auf Stoß (DIN 7244) oder auf Stoß und Zug, was ein sehr schnelles und kraftvolles Arbeiten ermöglicht. Als Material hat sich sowohl für den Blattkörper als auch für die Zähne Werkzeugstahl bewährt. Doch sind auch Bimetall-Blätter mit zähem Blattkörper und harten Schneiden oder mit Hartmetalleinsätzen bestückte Sägen in Gebrauch. Die Zähne sind oft geschränkt, zum Teil recht stark.
Der Fuchsschwanz zählt in Europa zur Grundausstattung beim Tischlern und Heimwerken mit Holz. Gegenüber der immer populärer werdenden Japansäge, die nur auf Zug sägt, erzeugt der Fuchsschwanz einen deutlich breiteren Schnitt und trägt somit relativ viel Material ab. Allerdings ist beim Fuchsschwanz so ein leichtes Nachkorrigieren beim Sägen noch möglich, was insbesondere beim Zerteilen großer Platten Vorteile mit sich bringt.
Ein Fuchsschwanz kann als Musikinstrument verwendet werden, indem man mit einem Geigenbogen über den glatten Rücken streicht. Bei dieser „singenden Säge“ lässt sich durch mehr oder weniger starkes Biegen des Blattes die Tonhöhe variieren.
Ein Elektro-Fuchsschwanz besitzt ein dem Fuchsschwanz ähnliches breites Sägeblatt, die umgangssprachlich auch als „elektrischer Fuchsschwanz“ bezeichnete Säbelsäge arbeitet mit einem schmalen Sägeblatt.